# Kolonia Grabówka
Kolonia Grabówka, Kolonia Urzędnicza – część miasta Częstochowy należąca do dzielnicy Grabówka.
Osiedle powstało w latach 30. XX wieku. Zostało zaplanowane zgodnie z koncepcją miasta ogrodu jako zaplecze mieszkaniowe dla Częstochowy. Osiedlali się tutaj pracownicy częstochowskich urzędów. Osiedle od początku miało inny charakter niż wieś Grabówka, wyróżniał je gęstszy, bardziej regularny układ ulic.
Kolonia Grabówka została przyłączona do Częstochowy w 1970 roku. Granica miasta po tym rozszerzeniu przebiegała wzdłuż ulicy Krzemiennej.